# Eglinton-Linie
| Zug auf einer Testfahrt westlich der Science Centre Station (2024) |                      |                                              |                                              |
| Streckenlänge: | 19 km                |                                              |                                              |
| Spurweite: | 1435 mm (Normalspur) |                                              |                                              |
| Stromsystem: | 750 V =              |                                              |                                              |
| Zweigleisigkeit: | ja                   |                                              |                                              |
| |                      |                                              |                                              |
| \| \| \| Mount Dennis \| \| \| \| \| GO Transit / Union Pearson Express \| \| \| \| \| \| \| \| \| \| Betriebswerk \| \| \| \| \| Black Creek Drive \| \| \| \| \| Black Creek \| \| \| \| \| \| \| \| \| \| Keelesdale \| \| \| \| \| GO Transit \| \| \| \| \| Caledonia \| \| \| \| \| Fairbank \| \| \| \| \| Oakwood \| \| \| \| \| Eglinton West (Yonge-University-Linie) \| \| \| \| \| Forest Hill \| \| \| \| \| Chaplin \| \| \| \| \| Avenue \| \| \| \| \| Eglinton (Yonge-University-Linie) \| \| \| \| \| Mount Pleasant \| \| \| \| \| Leaside \| \| \| \| \| Laird \| \| \| \| \| \| \| \| \| \| Don River (westlicher Arm) \| \| \| \| \| Sunnybrook Park \| \| \| \| \| Canadian Pacific Railway \| \| \| \| \| Science Centre \| \| \| \| \| Aga Khan Park & Museum \| \| \| \| \| Don Valley Parkway \| \| \| \| \| Wynford \| \| \| \| \| Don River (östlicher Arm) \| \| \| \| \| GO Transit \| \| \| \| \| Sloane \| \| \| \| \| O’Connor \| \| \| \| \| Pharmacy \| \| \| \| \| Hakimi Lebovic \| \| \| \| \| Golden Mile \| \| \| \| \| Birchmount \| \| \| \| \| Ionview \| \| \| \| \| Bloor-Danforth-Linie \| \| \| \| \| GO Transit (von Union Station) \| \| \| \| \| Kennedy \| \| \| \| \| GO Transit (Stouffville Line) \| \| \| \| \| Scarborough-Linie (im Jahr 2023 geschlossen) \| \| |                      |                                              |                                              |
| U-Bahn-Kopfbahnhof Streckenanfang (Strecke außer Betrieb) (im Tunnel) |                      | Mount Dennis                                 | Mount Dennis                                 |
| U-Bahn-Kreuzung (im Tunnel) |                      | GO Transit / Union Pearson Express           | GO Transit / Union Pearson Express           |
| U-Bahn-Tunnelende (Strecke außer Betrieb) |                      |                                              |                                              |
| U-Bahn-Abzweig geradeaus, nach links und von links (Strecke außer Betrieb) · U-Bahn-Betriebs-/Güterbahnhof Streckenende und quer (Strecke außer Betrieb) |                      | Betriebswerk                                 | Betriebswerk                                 |
| U-Bahn-Strecke geradeaus (außer Betrieb) |                      | Black Creek Drive                            | Black Creek Drive                            |
| |                      | Black Creek                                  |                                              |
| U-Bahn-Tunnelanfang |                      |                                              |                                              |
| U-Bahn-Haltepunkt / Haltestelle (Strecke außer Betrieb) (im Tunnel) |                      | Keelesdale                                   | Keelesdale                                   |
| U-Bahn-Kreuzung (im Tunnel) |                      | GO Transit                                   | GO Transit                                   |
| U-Bahn-Haltepunkt / Haltestelle (Strecke außer Betrieb) (im Tunnel) |                      | Caledonia                                    | Caledonia                                    |
| U-Bahn-Haltepunkt / Haltestelle (Strecke außer Betrieb) (im Tunnel) |                      | Fairbank                                     | Fairbank                                     |
| U-Bahn-Haltepunkt / Haltestelle (Strecke außer Betrieb) (im Tunnel) |                      | Oakwood                                      | Oakwood                                      |
| U-Bahn-Turmbahnhof mit Tunnelstrecke (Strecke geradeaus außer Betrieb) (im Tunnel) |                      | Eglinton West (Yonge-University-Linie)       | Eglinton West (Yonge-University-Linie)       |
| U-Bahn-Haltepunkt / Haltestelle (Strecke außer Betrieb) (im Tunnel) |                      | Forest Hill                                  | Forest Hill                                  |
| U-Bahn-Haltepunkt / Haltestelle (Strecke außer Betrieb) (im Tunnel) |                      | Chaplin                                      | Chaplin                                      |
| U-Bahn-Haltepunkt / Haltestelle (Strecke außer Betrieb) (im Tunnel) |                      | Avenue                                       | Avenue                                       |
| U-Bahn-Turmbahnhof mit Tunnelstrecke (Strecke geradeaus außer Betrieb) (im Tunnel) |                      | Eglinton (Yonge-University-Linie)            | Eglinton (Yonge-University-Linie)            |
| U-Bahn-Haltepunkt / Haltestelle (Strecke außer Betrieb) (im Tunnel) |                      | Mount Pleasant                               | Mount Pleasant                               |
| U-Bahn-Haltepunkt / Haltestelle (Strecke außer Betrieb) (im Tunnel) |                      | Leaside                                      | Leaside                                      |
| U-Bahn-Haltepunkt / Haltestelle (Strecke außer Betrieb) (im Tunnel) |                      | Laird                                        | Laird                                        |
| U-Bahn-Tunnelende |                      |                                              |                                              |
| |                      | Don River (westlicher Arm)                   |                                              |
| U-Bahn-Haltepunkt / Haltestelle (Strecke außer Betrieb) |                      | Sunnybrook Park                              | Sunnybrook Park                              |
| U-Bahn-Kreuzung mit Eisenbahn geradeaus unten (Strecke geradeaus außer Betrieb) |                      | Canadian Pacific Railway                     | Canadian Pacific Railway                     |
| U-Bahn-Haltepunkt / Haltestelle Streckenanfang und Streckenende (Strecke außer Betrieb) (im Tunnel) |                      | Science Centre                               | Science Centre                               |
| U-Bahn-Haltepunkt / Haltestelle (Strecke außer Betrieb) |                      | Aga Khan Park & Museum                       | Aga Khan Park & Museum                       |
| U-Bahn-Strecke mit Straßenbrücke (Strecke außer Betrieb) |                      | Don Valley Parkway                           | Don Valley Parkway                           |
| U-Bahn-Haltepunkt / Haltestelle (Strecke außer Betrieb) |                      | Wynford                                      | Wynford                                      |
| |                      | Don River (östlicher Arm)                    |                                              |
| U-Bahn-Kreuzung mit Eisenbahn Ende Hochstrecke (Strecke geradeaus außer Betrieb) |                      | GO Transit                                   | GO Transit                                   |
| U-Bahn-Haltepunkt / Haltestelle (Strecke außer Betrieb) |                      | Sloane                                       | Sloane                                       |
| U-Bahn-Haltepunkt / Haltestelle (Strecke außer Betrieb) |                      | O’Connor                                     | O’Connor                                     |
| U-Bahn-Haltepunkt / Haltestelle (Strecke außer Betrieb) |                      | Pharmacy                                     | Pharmacy                                     |
| U-Bahn-Haltepunkt / Haltestelle (Strecke außer Betrieb) |                      | Hakimi Lebovic                               | Hakimi Lebovic                               |
| U-Bahn-Haltepunkt / Haltestelle (Strecke außer Betrieb) |                      | Golden Mile                                  | Golden Mile                                  |
| U-Bahn-Haltepunkt / Haltestelle (Strecke außer Betrieb) |                      | Birchmount                                   | Birchmount                                   |
| U-Bahn-Haltepunkt / Haltestelle (Strecke außer Betrieb) |                      | Ionview                                      | Ionview                                      |
| U-Bahn-Kreuzung mit Tunnelstrecke (Strecke geradeaus außer Betrieb) · U-Bahn-Strecke von rechts (im Tunnel) |                      | Bloor-Danforth-Linie                         | Bloor-Danforth-Linie                         |
| Strecke von rechts · U-Bahn-Strecke (außer Betrieb) · U-Bahn-Strecke (im Tunnel) |                      | GO Transit (von Union Station)               | GO Transit (von Union Station)               |
| |                      | Kennedy                                      |                                              |
| Strecke · U-Bahn-Strecke (außer Betrieb) |                      | GO Transit (Stouffville Line)                | GO Transit (Stouffville Line)                |
| U-Bahn-Strecke (außer Betrieb) |                      | Scarborough-Linie (im Jahr 2023 geschlossen) | Scarborough-Linie (im Jahr 2023 geschlossen) |

Die Eglinton-Linie (offiziell Line 5 Eglinton, in der Planungs- und Bauphase auch als Eglinton Crosstown Line bekannt) ist eine in Bau befindliche Stadtbahnstrecke in der kanadischen Stadt Toronto, die das Netz der Toronto Subway ergänzen wird. Sie wird in Ost-West-Richtung vom Stadtbezirk Scarborough entlang der Hauptverkehrsachse Eglinton Avenue bis zum Stadtbezirk York führen. Die Strecke wird 19 Kilometer lang sein, wovon zehn Kilometer in Tunnels verlaufen werden. Besitzer ist die staatliche Verkehrsplanungsgesellschaft Metrolinx, als Betreiber ist die städtische Verkehrsgesellschaft Toronto Transit Commission vorgesehen. Als Liniennummer ist die 5 vorgesehen.
Seit 2020 war die Eröffnung im Jahr 2022 geplant, aber am 23. September 2022 kündigte Metrolinx an, dass die Linie auch Ende 2022 nicht fertiggestellt sein würde. Am 16. Mai 2023 kündigte Metrolinx an, das Projekt  würde erst im Jahr 2024 wegen eines Rechtsstreits zwischen Metrolinx und dem Bauunternehmen der Linie eröffnet werden. Schließlich wurde klar, dass die Linie nicht im Jahr 2024 eröffnet werden würde. Metrolinx hat noch immer kein Eröffnungsdatum bekannt gegeben.

## Strecke
Die Strecke beginnt bei der Subway-Station Kennedy, wo Anschluss an die Bloor-Danforth-Linie, die Scarborough-Linie und die GO-Transit-Bahnstrecke nach Stouffville besteht. Auf ihrer gesamten Länge folgt sie der Eglinton Avenue, einer der bedeutendsten Hauptverkehrsachsen in Ost-West-Richtung. Der an der Oberfläche befindliche Teil der Strecke wird über eine vom Straßenverkehr getrennte Trasse verfügen, mit Vorrangschaltung an den Verkehrsampeln. Dadurch soll eine durchschnittliche Reisegeschwindigkeit von 28 km/h erzielt werden. Die Station Science Centre liegt in einem kurzen Tunnel, gefolgt von einem weiteren Streckenabschnitt an der Oberfläche. Nach der Überquerung des westlichen Arms des Don River beginnt ein knapp zehn Kilometer langer Tunnel, bestehend aus zwei parallelen einspurigen Röhren mit zwölf Tunnelstationen. Hier plant Metrolinx den Einsatz des Zugsicherungssystems Automatic Train Control.
Im zentralen Tunnelabschnitt, bei den Stationen Eglinton und Eglinton West kreuzt die Eglinton-Linie zweimal die Yonge-University-Linie. Kurz nach der Station Keelesdale tritt die Strecke wieder an die Oberfläche und überquert den Black Creek. Es folgt ein Abzweig zum Betriebswerk mit angeschlossenem Depot. Beide Einrichtungen entstehen auf dem Gelände des im Jahr 2006 geschlossenen und später abgerissenen kanadischen Hauptsitzes von Kodak. Die Endstation Mount Dennis befindet sich ebenfalls im Tunnel. Sie befindet sich in unmittelbarer Nähe zur GO-Transit-Strecke nach Kitchener. Aus diesem Grund entsteht hier eine zusätzliche Bahnhaltestelle.
Von 2019 bis 2022 wurden für den Betrieb der Linie 76 Niederflurwagen mit einer Länge von 31 m und einer Breite von 2,65 m ausgeliefert. Sie gehören zum modularen, eigens für Toronto entwickelten Fahrzeugtyp Flexity Freedom von Bombardier. Sie wurden im Bombardier-Werk in Thunder Bay hergestellt und kosteten insgesamt 392 Millionen Dollar. Da der Einsatz stets in Doppeltraktion erfolgt, sind sie als Unechte Zweirichtungswagen mit nur einem Führerstand ausgeführt. Damit sollen stündlich bis zu 15.000 Fahrgäste je Richtung befördert werden können. Im Gegensatz zur Toronto Subway und zur Straßenbahn Toronto wird die Crosstown-Linie normalspurig (1435 Millimeter) ausgeführt, anstelle der in Toronto üblichen Spurweite von 1495 mm. Aus diesem Grund sind keine Gleisverbindungen zu den übrigen Schienenverkehrsmitteln möglich.

## Konzept und Neuplanung
1994 begann der Bau der Eglinton West Subway, einer U-Bahn-Strecke, die von der Station Eglinton West aus in Richtung Westen führen sollte. Nach einem Regierungswechsel im Jahr 1995 wurden die Arbeiten jedoch aus finanziellen Gründen gestoppt. Die untere Ebene der Station Eglinton West, die im Rohbaustadium war, wurde verfüllt und blieb seitdem ungenutzt. Im März 2007 stellten Bürgermeister David Miller und die Toronto Transit Commission das Ausbauprogramm Transit City vor. Unter anderem war entlang der gesamten Eglinton Avenue eine Stadtbahn geplant, vom Flughafen Toronto-Pearson im Westen bis nach Scarborough im Osten. An der 33 Kilometer langen Strecke waren 43 Stationen geplant, davon zwölf im Tunnel. Die Kosten schätzte man auf 4,6 Milliarden Dollar.
Millers Nachfolger Rob Ford kündigte bei seinem Amtsantritt am 1. Dezember 2010 die Streichung des Programms Transit City an. Die Eglinton-Linie, die er auf 19 Kilometer verkürzte, sollte vollständig im Tunnel verlaufen und bei der Station Kennedy mit der umgebauten Trasse der Scarborough-Linie verknüpft werden. Die Kosten verdoppelten sich beinahe und beliefen sich nun auf 8,6 Milliarden Dollar. Verglichen mit dem ursprünglichen Planungen waren nun zwölf Tunnelstationen zusätzlich vorgesehen.
In einer Sondersitzung am 8. Februar 2012 beschloss der Toronto City Council mit 25 zu 18 Stimmen, sich über Fords umstrittene Projektänderungen hinwegzusetzen. Mit dieser Abstimmung trat das vorherige Konzept wieder in Kraft, lediglich den Abschnitt zwischen Laird Drive und Keele Street im Tunnel zu führen, die restliche Strecke hingegen an der Oberfläche. Die am 30. November 2012 abgeschlossene Umweltverträglichkeitsprüfung empfahl, auf eine offene Station im Bereich Sunnybrook Park zu verzichten und stattdessen die beiden Tunnelenden miteinander zu verbinden, ohne dort eine Station zu errichten. Nach heftigen Protesten der lokalen Bevölkerung gegen den vorgesehenen Wegfall der Station zog Metrolinx diesen Vorschlag im Mai 2013 zurück.
Stadträte aus Scarborough stellten im Januar 2013 einen Alternativplan vor. Demnach sollten die Strecke entlang der Eglinton Avenue wie geplant ausgeführt werden. Doch sie wünschten, dass die Trasse der Scarborough-Linie nicht auf Stadtbahnstandard umgebaut wird. Im Juli 2013 fiel der Beschluss, auf den Abschnitt östlich der Station Kennedy zu verzichten (dort ist nun eine Verlängerung der Bloor-Danforth-Linie vorgesehen). Somit entsprach der Planungsstand wieder jenem der ersten Phase von Transit City.

## Bauarbeiten

Aushub des Startschachts beim Keelesdale Park (April 2013)

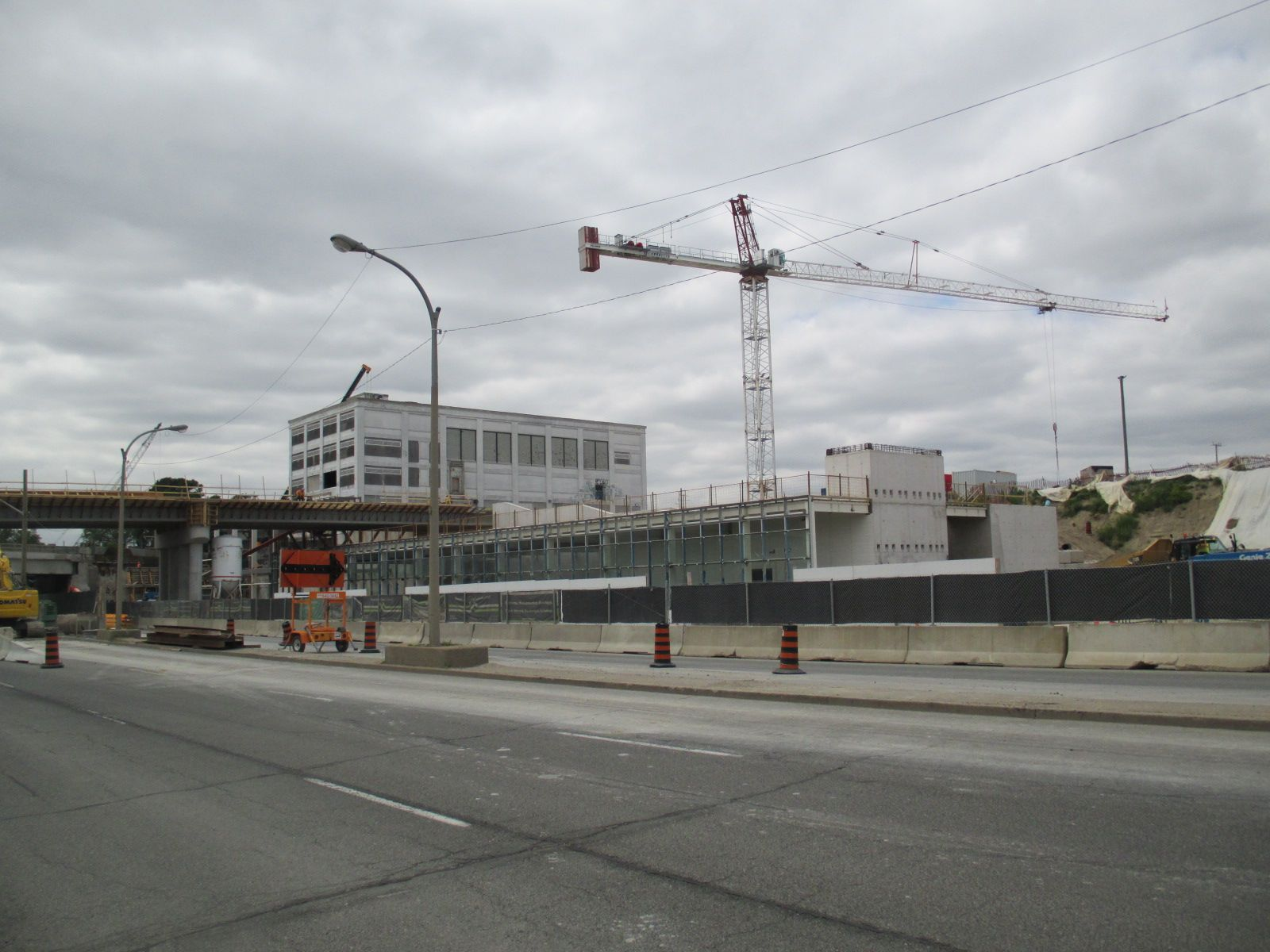
Mount Dennis Station in Bau (2018)

Vorbereitende Bauarbeiten begannen im Oktober 2011 mit dem Aushub eines Startschachts am Black Creek Drive für die Tunnelbohrmaschinen (TBM). Metrolinx hatte am 28. Juli 2010 bei der Lovat Inc., einem Tochterunternehmen von Caterpillar, für 54 Millionen Dollar vier Exemplare bestellt. Sie waren jeweils 81 Meter lang, besaßen einen Durchmesser von 6,5 Metern und wogen 511 Tonnen. Sie schafften täglich einen Vortrieb von bis zu zehn Metern. Die vier Maschinen trugen die Namen Dennis, Lea, Humber und Don, benannt nach den Stadtteilen Mount Dennis und Leaside sowie den Flüssen Humber River und Don River.
Bürgermeister Rob Ford und Dalton McGuinty, der damalige Premierminister der Provinz Ontario, nahmen am 9. November 2011 im Keelesdale Park (nahe dem westlichen Tunnelportal) den offiziellen Spatenstich vor. Dort trafen am 22. Februar 2013 die Bestandteile der beiden ersten Maschinen Dennis und Lea ein. Der Vortrieb begann am 5. Juni 2013, der Aushub des östlichen Startschachts am 21. März 2014. Nach dessen Fertigstellung im Sommer 2014 setzte man dort die Bestandteile der Maschinen Don und Humber zusammen. Anfang Dezember 2014 waren Dennis und Lea bis Eglinton West vorgestoßen. Sie wurden dort vier Monate später aus dem Schacht gehoben und rund hundert Meter weiter östlich in einem zweiten Schacht wieder hinabgelassen. Am 29. September 2015 begannen Don und Humber von der Brentcliffe Road aus den Abschnitt in Richtung Yonge Street zu bohren.
Der Bau der ersten von 25 Stationen, Keelesdale, begann am 10. März 2016; beim Spatenstich waren Ontarios Premierministerin Kathleen Wynne und Bürgermeister John Tory anwesend. Am 10. Mai 2016 erreichten die Tunnelbohrmaschinen Dennis und Lea nach fast drei Jahren Bauzeit und 6,4 km Vortrieb ihren Bestimmungsort an der Yonge Street. Humber und Don erreichten am 17. August desselben Jahres nach 3,3 km Vortrieb ebenfalls die Yonge Street. Damit waren beide Tunnelröhren vollendet. Vorbereitende Arbeiten für den östlichen ebenerdigen Abschnitt begannen Mitte Juli 2017.
Crosslinx, das für den Bau der Stadtbahnstrecke zuständige Konsortium, verklagte im Juli 2018 den Bauherrn Metrolinx und behauptete, dass bei den Arbeiten an den Versorgungsleitungen die vorgegebenen Fristen überschritten worden seien. Crosslinx versuchte auf diesem Weg, den vertraglich festgelegten Termin September 2021 für die Eröffnung der Strecke um ein Jahr hinauszuschieben. Einen Monat später reichte Metrolinx beim Obersten Gericht der Provinz Ontario einen Antrag auf Abweisung der Klage ein, basierend auf einer Vereinbarung mit Crosslinx, juristische Streitigkeiten erst nach Abschluss der Bauarbeiten beizulegen. Metrolinx zog die Klage im September 2018 unter nicht genannten Bedingungen zurück. Der Generalauditor von Ontario deckte später auf, dass eine der Bedingungen eine zusätzliche Zahlung von 237 Millionen Dollar an Crosslinx für die Zusicherung war, die gesetzte Frist bis 2021 einzuhalten.
Im Oktober 2018 war das Betriebswerk im Wesentlichen fertiggestellt und Bombardier lieferte am 8. Januar 2019 den ersten Zug aus. Im November 2019 teilte Crosslinx mit, dass die Strecke voraussichtlich nicht vor dem 6. Mai 2022 fertiggestellt sein wird und dass die Baukosten insgesamt 12,58 Milliarden Dollar betragen werden, eine Erhöhung um 330 Millionen gegenüber früheren Rechnungen. Die Hauptprobleme waren defekte Caissons, die in den 1950er Jahren im Bahnhof Eglinton errichtet worden waren, einsickerndes Grundwasser im Bereich der Station Avenue und bauliche Mängel an der Bahnbrücke neben dem Bahnhof Mount Dennis. Testfahrten zwischen dem Betriebswerk und dem westlichen Tunnelportal begannen am 14. Dezember 2019.
Aufgrund verschiedener unvorhergesehener Probleme während der Arbeiten erklärte im Februar 2020, dass die Eglinton-Linie erst im Verlauf des Jahres 2022 eröffnet werden wird. Am 8. Oktober reichte Crosslinx eine Klage gegen Metrolinx und das Infrastrukturministerium Ontarios ein und forderte 134 Millionen Dollar Entschädigung wegen unerwarteter Kosten infolge der COVID-19-Pandemie. Metrolinx entgegnete, das Konsortium sei schon vor dem Ausbruch der Pandemie hinter den Zeitplan zurückgefallen.
Am 23. September 2022 kündigte Metrolinx an, dass die Linie Ende 2022 nicht fertiggestellt würde. Metrolinx hatte kein überarbeitetes Fertigstellungsdatum. Interne Dokumente von Dezember 2022 belegen, dass Crosslinx die Fertigstellung bis März 2023 angekündigt hatte, was jedoch von Metrolinx als unrealistisch verworfen wurde.
Am 16. Mai 2023 kündigte Metrolinx an, dass das Projekt erst im Jahr 2024 eröffnet werden würde, da Crosslinx in einer Klage die Gerichte aufforderte, seine Verpflichtung zur Arbeit an dem Projekt aufgrund ungelöster Änderungswünsche der Toronto Transit Commission aufzuheben. Metrolinx warf Crosslinx vor, keinen glaubwürdigen Zeitplan für die Fertigstellung des Projekts zu haben. Metrolinx hatte auch 260 Mängel entlang der Linie bezeichnet, die Crosslinx beheben musste.

## Zukünftige Verlängerungen
| \| \| \| Toronto Pearson Airport \| \| \| \| \| Silver Dart \| \| \| \| \| Convair \| \| \| \| \| Highway 401 \| \| \| \| \| Renforth \| \| \| \| \| \| \| \| \| \| Martin Grove \| \| \| \| \| Kipling \| \| \| \| \| Islington \| \| \| \| \| Royal York \| \| \| \| \| \| \| \| \| \| Scarlett \| \| \| \| \| Humber River \| \| \| \| \| Jane \| \| \| \| \| \| \| \| \| \| Mount Dennis \| \| |  |                         |                         |
| U-Bahn-Kopfbahnhof Streckenanfang (Strecke außer Betrieb) |  | Toronto Pearson Airport | Toronto Pearson Airport |
| U-Bahn-Haltepunkt / Haltestelle (Strecke außer Betrieb) |  | Silver Dart             | Silver Dart             |
| U-Bahn-Haltepunkt / Haltestelle Anfang Hochstrecke (Strecke außer Betrieb) |  | Convair                 | Convair                 |
| |  | Highway 401             |                         |
| U-Bahn-Haltepunkt / Haltestelle (Strecke außer Betrieb) |  | Renforth                | Renforth                |
| U-Bahn-Tunnelanfang (Strecke außer Betrieb) |  |                         |                         |
| U-Bahn-Haltepunkt / Haltestelle (Strecke außer Betrieb) (im Tunnel) |  | Martin Grove            | Martin Grove            |
| U-Bahn-Haltepunkt / Haltestelle (Strecke außer Betrieb) (im Tunnel) |  | Kipling                 | Kipling                 |
| U-Bahn-Haltepunkt / Haltestelle (Strecke außer Betrieb) (im Tunnel) |  | Islington               | Islington               |
| U-Bahn-Haltepunkt / Haltestelle (Strecke außer Betrieb) (im Tunnel) |  | Royal York              | Royal York              |
| U-Bahn-Tunnelende |  |                         |                         |
| U-Bahn-Haltepunkt / Haltestelle (Strecke außer Betrieb) |  | Scarlett                | Scarlett                |
| |  | Humber River            |                         |
| U-Bahn-Haltepunkt / Haltestelle (Strecke außer Betrieb) |  | Jane                    | Jane                    |
| U-Bahn-Tunnelanfang |  |                         |                         |
| U-Bahn-Bahnhof (Strecke außer Betrieb) (im Tunnel) |  | Mount Dennis            | Mount Dennis            |

Unter Bürgermeister John Tory genehmigte der Toronto City Council am 31. März 2016 Erweiterungen an beiden Enden der Eglinton-Linie. Aktuell (2021) wird jedoch nur die westliche Verlängerung aktiv weiterverfolgt.
Metrolinx hatte geplant, die Eglinton-Linie von Mount Dennis westwärts bis zum Flughafen Toronto-Pearson zu verlängern. Während der Bürgermeisterwahlen 2014 schlug John Tory ein U-Bahn-ähnliches Projekt namens SmartTrack vor. Ein im Januar 2016 von der Stadt Toronto veröffentlichter Machbarkeitsbericht kam jedoch zum Schluss, dass diese Alternative etwa drei- bis sechsmal teurer wäre und keinen zusätzlichen Nutzen bringen würde. Tory ließ sich überzeugen und unterstützte von nun an die Planungen von Metrolinx, auch wenn er das Projekt weiterhin als SmartTrack bezeichnete. Es folgten längere Debatten darüber, ob die Strecke an der Oberfläche oder doch in einem Tunnel verlaufen soll. Doug Ford, der Premierminister von Ontario, kündigte im April 2019 einen Plan für den Ausbau des Nahverkehrs im Großraum Toronto an. Dieser sah bei der Eglinton-Linie einem Tunnelabschnitt von Royal York bis Martin Grove vor. Etwas später konkretisierte Metrolinx die Planungen und legte sich auf eine zum Teil im Tunnel verlaufende Variante mit sieben Stationen fest.
Arbeiten am Tunnel begann am 11. April 2022. Die Fertigstellung der ersten Etappe der Erweiterung wird zwischen 2030 und 2031 erwartet. Die erste Etappe soll 9,2 km lang werden und Mount Dennis mit dem Busbahnhof Renforth in Mississauga verbinden. Unmittelbar nach der Station Mount Dennis wird die Strecke unmittelbar vom Tunnel auf einen Viadukt mit den Stationen Jane und Scarlett übergehen. Anschließend folgt ein sechs Kilometer langer Tunnelabschnitt mit den Stationen Royal York, Islington, Kipling und Martin Grove. Die vorläufige Endstation Renforth soll ebenerdig sein. Zu einem späteren Zeitpunkt ist eine weitere Verlängerung zum Flughafen vorgesehen, wo die Endstation Teil einer neuen intermodalen Verkehrsdrehscheibe zwischen den Terminals 1 und 3 wäre.